# ولیدن
ولیدن (به هلندی: Vlierden) یک منطقهٔ مسکونی در هلند است که در دئورنه واقع شده‌است. ولیدن ۱۲٫۵۹ کیلومتر مربع مساحت و ۱٬۳۸۲ نفر جمعیت دارد.